# National Coalition for Proper Human Sexual Rights and Family Values
La National Coalition for Proper Human Sexual Rights and Family Values (Coalición Nacional de Derechos Sexuales Humanos y Valores Familiares Adecuados, del inglés) es un grupo de defensa anti-LGBT de Ghana. El grupo ha abogado por la terapia de conversión, una práctica que la comunidad científica ha considerado pseudocientífica y que ha sido descrita por la ONU y el Consejo Internacional para la Rehabilitación de Víctimas de la Tortura como tortura.

## Actividades

### Terapia de conversión
En verano de 2018 el grupo organizó una conferencia titulada «Explorando los mitos en torno a los derechos LGBT», en la que, según el grupo, unas 400 personas se habían inscrito para recibir terapia tras un programa de evangelización sexual. En la conferencia el grupo también manifestó su intención de establecer una unidad de terapia de conversión en el Hospital Universitario Korle-Bu y afirmó que un discurso reciente de la primera ministra británica, Theresa May, en apoyo de los derechos LGBT+ formaba parte de una conspiración para reducir la población africana.
En julio de 2022 el grupo organizó un taller en Accra en el que se presentó a los miembros de la Asociación de Enfermeras Registradas de Ghana información errónea sobre salud LGBT+, incluida la promoción de la terapia de conversión.

### Lobbying
En otoño de 2019 el grupo presionó con éxito contra la introducción de una educación sexual integral en el currículo ghanés, argumentando que esta representaba un complot para lavar el cerebro a los ghaneses.
A mediados de 2021 el grupo ejerció presión a favor del proyecto de ley anti-LGBT de Ghana. Como parte de su cabildeo a favor del proyecto de ley, el secretario general del grupo, Moses Foh-Amoaning, declaró que las personas LGBT+ que se negaran a someterse a terapia de conversión «deberían ser encarceladas».
En mayo de 2022, el grupo se asoció con Advocates of Christ Ghana para lanzar una campaña destinada a apropiarse de la bandera del arcoíris. Foh-Amoaning afirmó que cualquiera que usara la bandera para mostrar su apoyo a los derechos LGBT+ «será blanco del espíritu santo, hablará en lenguas y el poder de Dios vendrá tras usted».

### Enlaces con grupos de odio internacionales
En 2019, el grupo colaboró con el Congreso Mundial de Familias, que ha sido designado como un grupo de odio anti-LGBT por el Southern Poverty Law Center. Juntos, celebraron una conferencia en Accra pidiendo al gobierno ghanés que declarara al país una «zona prohibida para la agenda LGBT», similar a las zonas libres de LGBT en Polonia, y pidieron la creación de equipos para organizar ataques legales a los derechos del colectivo LGBT+ en Ghana. En la conferencia también se realizaron presentaciones que denunciaron el aborto y el empoderamiento de las mujeres.

## Recepción
La organización de derechos humanos Rightify Ghana ha descrito a la Coalición como poseedora de «opiniones e ideologías fundamentalistas religiosas». La organización de derechos LGBT+ LGBT+ Rights Ghana ha descrito a la Coalición como un grupo que busca «sembrar discordia e incitar a la violencia contra una minoría oprimida». Human Rights Watch ha declarado que la Coalición está compuesta por «miembros de élite de los sectores político, religioso, cultural y académico» y ha «propagado activamente discursos de odio contra personas LGBTI en los medios de comunicación».